# Mk35 (魚雷)
Mk35は、アメリカ合衆国が開発した短魚雷。初期の対潜水艦用の誘導魚雷であり、水上艦から発射される。
電気モーター推進であり、胴体直径は53cm（21インチ）、長さは4.11m（162インチ）、重量803kg（1,770ポンド）。弾頭重量は122.5kg（270ポンド）でトーペックス高性能爆薬が用いられた。アクティブ及びパッシブの音響誘導装置を備えており、旋回捜索可能。1949年から配備が開始され、1960年代に退役した。